# Otto Spiegelberg
Otto Spiegelberg (* 9. Januar 1830 in Peine; † 9. August 1881 in Breslau) war ein deutscher Gynäkologe und Hochschullehrer. Sein Lehrbuch für Geburtshilfe galt als Standardwerk.

## Leben
Otto Spiegelberg besuchte das Gymnasium Josephinum Hildesheim. Nach dem Abitur studierte er Medizin an der Georg-August-Universität Göttingen, der Friedrich-Wilhelms-Universität Berlin und der Karl-Ferdinands-Universität zu Prag. 1851 promovierte er zum Dr. med. 1853 habilitierte er sich in Göttingen für Geburtshilfe. Nach einer Großbritannien-Reise 1855 bemühte er sich um die Einführung fortschrittlicher Methoden im Kreißsaal, u. a. die Verwendung von Chloroform.
Spiegelberg war ab 1861 o. Professor für Geburtshilfe an der Albert-Ludwigs-Universität Freiburg. 1864 wechselte er an die Albertus-Universität Königsberg. 1875 folgte er schließlich dem Ruf der Schlesischen Friedrich-Wilhelms-Universität Breslau. Für das akademische Jahr 1878/79 wurde er zu ihrem Rektor gewählt. Zunehmend wandte er sich der operativen Gynäkologie zu.
1870 gründete er mit anderen die Zeitschrift Archiv für Gynäkologie. Mit 51 Jahren erlag er einem Nierenleiden.
Verheiratet war er seit 1862 mit einer Schwester des Botanikers Anton de Bary aus Frankfurt am Main.